# Katholisches Klinikum Koblenz-Montabaur
Das Katholische Klinikum Koblenz-Montabaur ist ein Krankenhaus mit Hauptsitz in Koblenz. Das Klinikum ist ein 2011 gegründeter Zusammenschluss der drei Häuser
- Marienhof im Koblenzer Stadtteil Rauental,
- Brüderhaus St. Josef im Koblenzer Stadtteil Goldgrube und
- Brüderkrankenhaus Montabaur.

Das Verbundkrankenhaus der Schwerpunktversorgung verfügt über 20 Fachabteilungen und 687 Betten. Es beschäftigt mehr als 2500 Mitarbeitende. Die Klinik ist akademisches Lehrkrankenhaus der Universität Mainz.

## Träger
Träger des Katholischen Klinikums Koblenz war ab Januar 2001 die „Katholisches Klinikum Marienhof/St. Josef gGmbH“. Nach erneuter Fusion am 4. Juli 2011 ist die „Katholische Klinikum Koblenz-Montabaur gGmbH“ neuer Träger des Verbundkrankenhauses. Die Gesellschaft ist das Produkt der Fusion der drei vormals unabhängigen Kliniken Marienhof und Brüderhaus St. Josef in Koblenz sowie des Brüderkrankenhauses Montabaur. Gesellschafter sind die Barmherzigen Brüder Trier gGmbH und die Krankenpflegegenossenschaft der Schwestern vom Heiligen Geist.

## Geschichte

### Marienhof

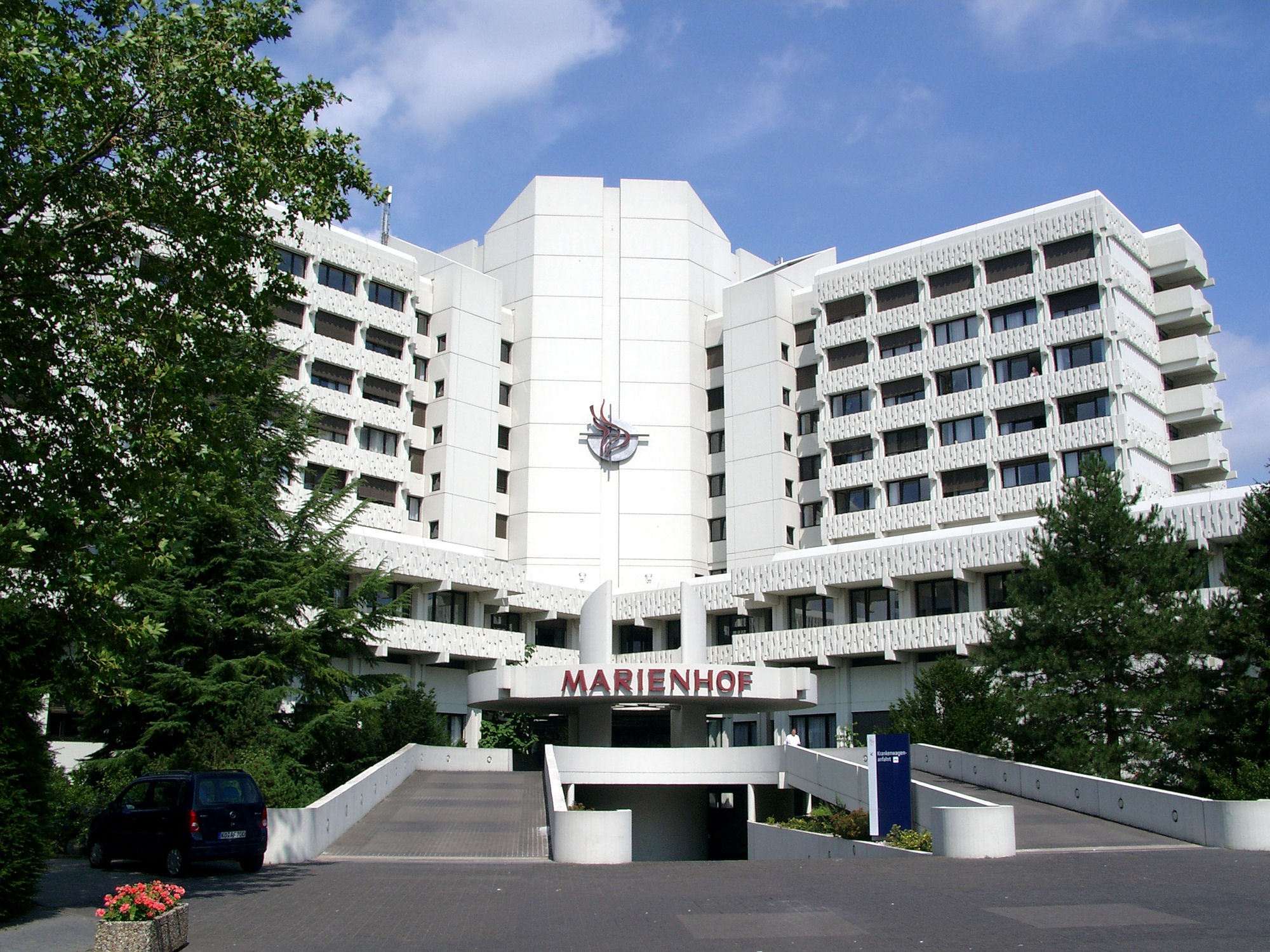
Der Marienhof im Rauental

Am Anfang stand die Gründung der Gemeinschaft der „Schwestern vom Heiligen Geist“, die am 4. Juni 1857 in ein Haus in der Koblenzer Altstadt (Mehlgasse 8) einzogen, um im Geist des Evangeliums kranke Menschen zu pflegen. Nach einem Umzug in ein Haus am Löhrrondell 1865 wurde schließlich auf dem heutigen Klinikgelände im Rauental von 1886 bis 1887 das Mutterhaus Marienhof erbaut. Da auch dieses Gebäude bald nicht mehr den Anforderungen entsprach, wurde neben dem Mutterhaus ein größeres Krankenhausgebäude errichtet und am 19. März 1903 eingeweiht.
Im Ersten Weltkrieg war das Krankenhaus ein Lazarett. Bis 1921 wurden hier verwundete Soldaten behandelt. Nach Erweiterungen des Gebäudes in den Jahren 1930 und 1938 wurde im Park 1941–1943 ein dreigeschossiger Bunker erbaut. Bei den schweren Luftangriffen im Zweiten Weltkrieg wurde das Mutterhaus am 9. Oktober 1944 und das Krankenhaus am 6. November 1944 total zerstört. Der Bunker war nun zugleich Lazarett und Krankenhaus.
Schon im Oktober 1945 wurde mit dem Wiederaufbau des Krankenhauses begonnen und 1950 mit dem Verlegen der letzten Patienten aus dem Bunker abgeschlossen. Am 1. Februar 1974 begann man mit dem Bau des heutigen Klinikgebäudes und der neue Marienhof konnte am 30. Juni 1980 mit 340 Betten eingeweiht werden.

### Brüderhaus St. Josef

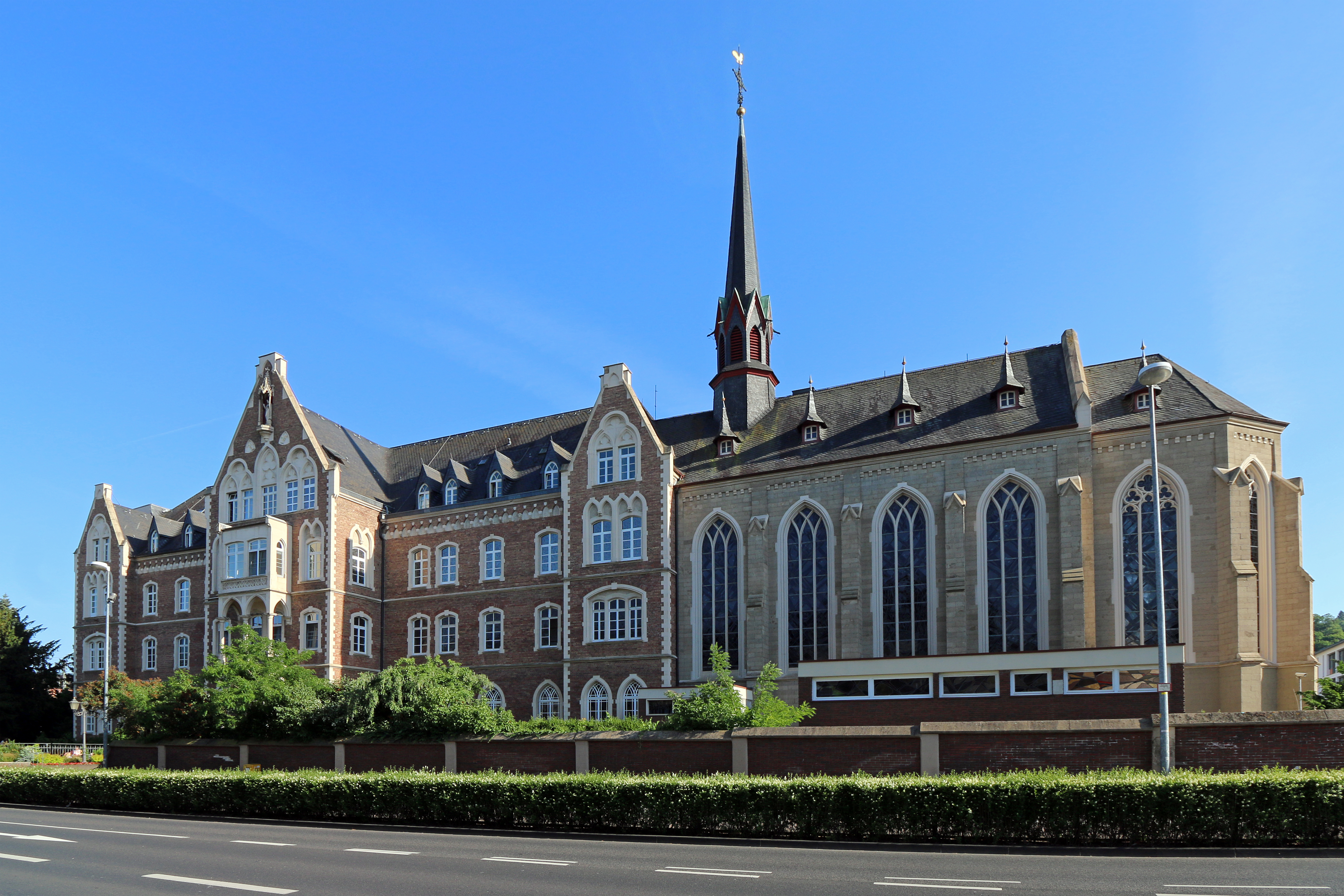
Das Brüderhaus St. Josef in der Goldgrube

Die von Peter Friedhofen 1850 gegründete Kongregation der „Barmherzigen Brüder von Maria Hilf“ begann 1852 in der Florinspfaffengasse in Koblenz mit der Versorgung von Kranken und Pflegebedürftigen. Das Brüderkrankenhaus in der Goldgrube wurde 1898–1899 mit einer Kapazität von 150 Betten auf einem freien Feld außerhalb der Stadtmauern erbaut. Im Ersten Weltkrieg war es Lazarett und versorgte auch englische und französische Soldaten. Seine orthopädische Werkstatt und die vorhandenen Rehabilitationsmaßnahmen erfreuten sich sogar des Lobs von Kaiser Wilhelm II.
Bis zu 30 Brüder der Kongregation arbeiteten im Krankenhaus. Im Jahr 1937 drohte ihnen die Enteignung durch die Nationalsozialisten, was aber durch die Schönstätter Marienschwestern verhindert werden konnte. Im Zweiten Weltkrieg fungierte das Krankenhaus wieder als Lazarett und wurde am 19. Juli 1944 bei Luftangriffen zerstört. Nach Wiederaufbau Ende des Kriegs wurde 1964 der Ostflügel angebaut, 1993 folgte der Anbau des Südflügels.
Das Krankenhaus musste wegen einer Bombenentschärfung am 4. Dezember 2011 vollständig geräumt werden. Mit der Räumung des Hauses wurde bereits zwei Tage vorher begonnen und die Patienten auf Krankenhäuser in der Umgebung verteilt.

### Brüderkrankenhaus Montabaur
Das Brüderkrankenhaus Montabaur geht auf Gründung durch Peter Lötschert zurück, dem Begründer der Barmherzige Brüder von Montabaur.

## Medizinische Abteilungen
Das Katholische Klinikum Koblenz-Montabaur verfügt über die folgenden Fachabteilungen, verteilt auf die Häuser Marienhof und Brüderhaus St. Josef in Koblenz sowie Brüderkrankenhaus Montabaur.

### Marienhof
- Hals-Nasen-Ohren-Heilkunde, Gesichts-, Kopf-, Hals- und Schädelbasischirurgie (Plastische Chirurgie)
- Gynäkologie mit Geburtshilfe, Seneologie
- Thoraxchirurgie
- Gefäßchirurgie
- Innere Medizin – Kardiologie
- Elektrophysiologie und Rhythmologie
- Pneumologie, Schlaflabor und Beatmungsmedizin
- Anästhesie, Intensivmedizin, Schmerztherapie, Notfallmedizin
- Diagnostische und interventionelle Radiologie, Nuklearmedizin

### Brüderhaus St. Josef
- Neurologie mit Schlaganfalleinheit (Stroke-Unit)
- allgemeine Orthopädie, Endoprothetik und Kinderorthopädie mit Station für das Post-Polio-Syndrom[3]
- Unfallchirurgie, Sportorthopädie und Arthroskopische Chirurgie
- konservative Orthopädie und Polio Zentrum
- Wirbelsäulenchirurgie
- Anästhesie, Intensivmedizin, Schmerztherapie und Notfallmedizin
- diagnostische und interventionelle Radiologie, Nuklearmedizin

### Brüderkrankenhaus Montabaur
- Innere Medizin (Schwerpunkte: Gastroenterologie und Pneumologie)
- Kardiologie (Linksherzkathetermessplatz)
- Akutgeriatrie
- Hals-Nasen-Ohren-Heilkunde, Gesichts-, Kopf-, Hals- und Schädelbasischirurgie (Plastische Chirurgie)
- Unfallchirurgie und Orthopädie, Hand- und Wiederherstellungschirurgie
- Wirbelsäulenchirurgie
- Allgemein- und Viszeralchirurgie
- Urologie und Kinderurologie
- Klinik für Anästhesie, Intensivmedizin, Schmerztherapie, Notfallmedizin
- Klinik für Diagnostische und interventionelle Radiologie, Nuklearmedizin

An jeder Betriebsstätte gibt es darüber hinaus ein Medizinisches Versorgungszentrum zur ambulanten Versorgung von Patienten sowie ein Therapiezentrum.

## Baubeschreibung Brüderhaus St. Josef

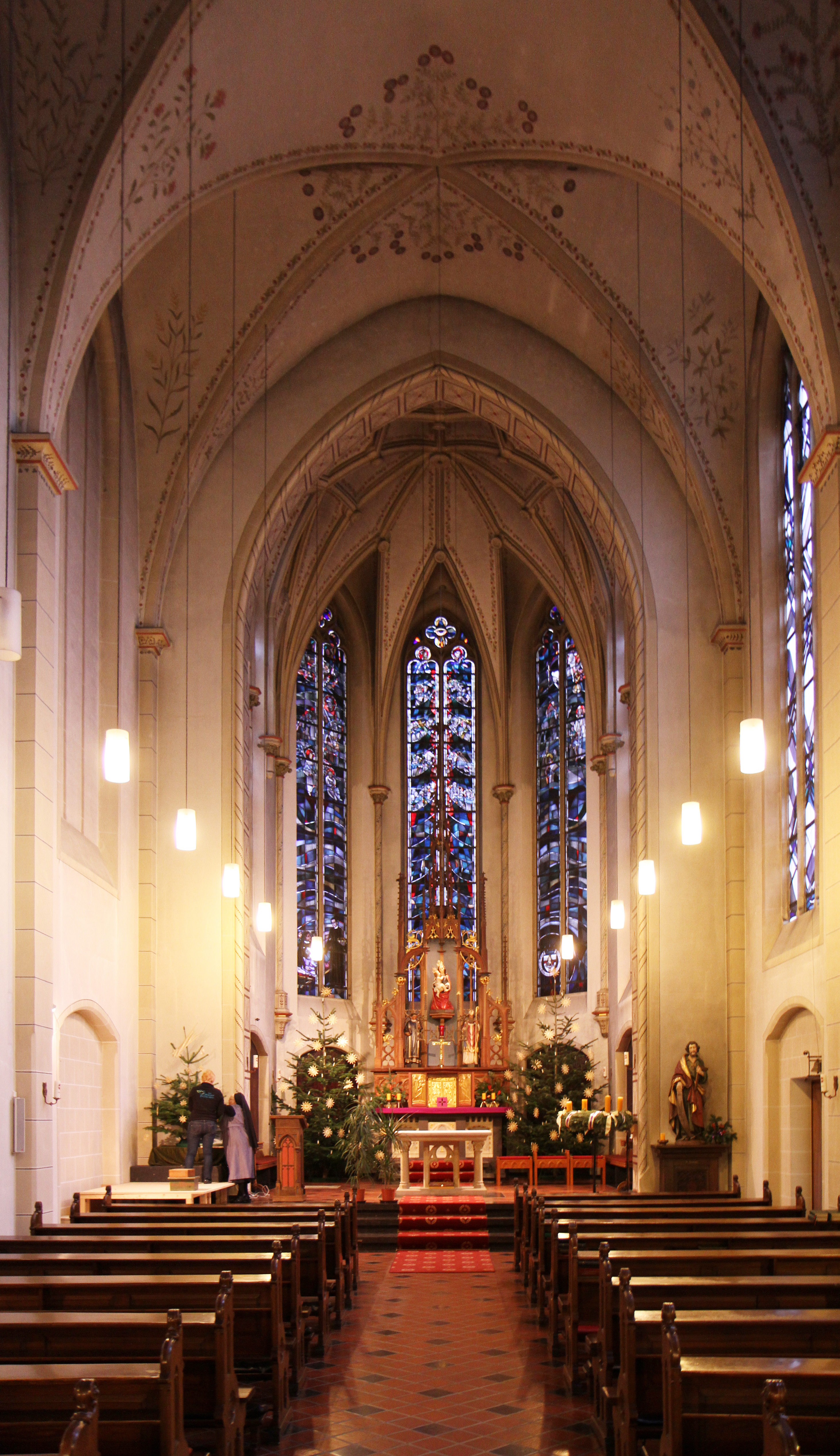
Innenraum der Kapelle im Brüderhaus St. Josef

Der denkmalgeschützte Altbau des Brüderhauses St. Josef in der Koblenzer Goldgrube ist ein dreigeschossiger Backsteinbau in Form der Neugotik mit anschließender Kapelle. Der Hauptbau besitzt drei Risalite mit Dachgiebel, wobei der mittlere breiter, höher und tiefer ist. Die Fassade ist durch den Kontrast von roten Ziegeln mit dem hellen Sandstein der rustizierenden Kanten, den Stockwerkgesimsen, den Fenstergewändern und dem Eingangsvorbau gegliedert. Im Giebel des Mittelrisaliten steht im Baldachin eine Herz-Jesu-Statue. Die Flure im Inneren besitzen ein Kreuzgratgewölbe.
Die Krankenhauskapelle St. Josef ist ein nach Westen ausgerichteter hoher Saalbau zu vier Achsen und 3/8-Chorschluss. Die Kapelle aus hellen Sandsteinquadern mit gestuften Strebepfeilern und spitzem achteckigen Dachreiter hebt sich vom Hauptbau ab. Das im Zweiten Weltkrieg zerstörte und danach durch eine Flachdecke ersetzte Kreuzgratgewölbe wurde 1979/80 in Rabitz rekonstruiert, gleichzeitig wurde eine zum ursprünglichen Stil der Kapelle passende Einrichtung beschafft. Der Chor besitzt ein Sternrippengewölbe. Die sonst dreibahnigen Maßwerkfenster sind im Polygon des Chors zweibahnig.
In der alten Umfassungsmauer des Krankenhausgeländes sind zwei Standsteintafeln einzelner Kreuzwegstationen eingemauert. Die Tafel auf der Ostseite, geschaffen von Peter Fasbender von Molsberg aus Koblenz, aus dem 15. Jahrhundert stammt vom Kreuzweg zwischen Barbarakloster und Kartäuserkloster. Sie befand sich etwa am Ort des heutigen Kehlturms von Fort Konstantin.

## Denkmalschutz
Der Altbau des Brüderhauses St. Josef ist ein geschütztes Kulturdenkmal nach dem Denkmalschutzgesetz (DSchG) und in der Denkmalliste des Landes Rheinland-Pfalz eingetragen. Er liegt in Koblenz-Goldgrube in der Kardinal-Krementz-Straße 1.
Seit 2002 ist der Altbau des  Brüderhauses St. Josef Teil des UNESCO-Welterbes Oberes Mittelrheintal.